# Polypedates leucomystax
Espèce
Statut de conservation UICN

 LC  : Préoccupation mineure
Polypedates leucomystax est une espèce d'amphibiens de la famille des Rhacophoridae.

## Description
La femelle est beaucoup plus grosse que le mâle

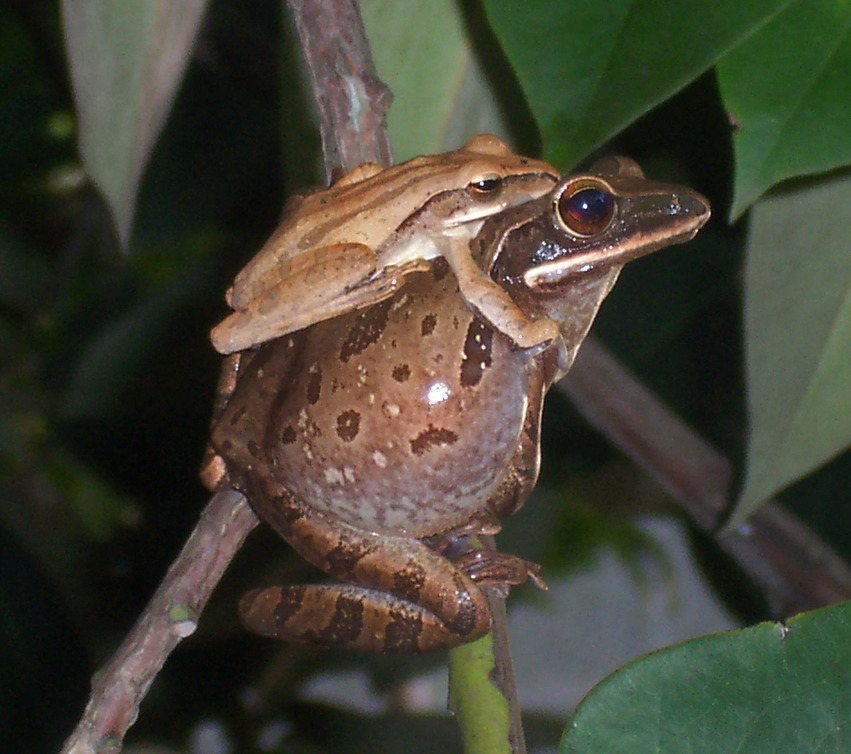
Couple de Polypedates leucomystax, mâle au-dessus.

## Répartition

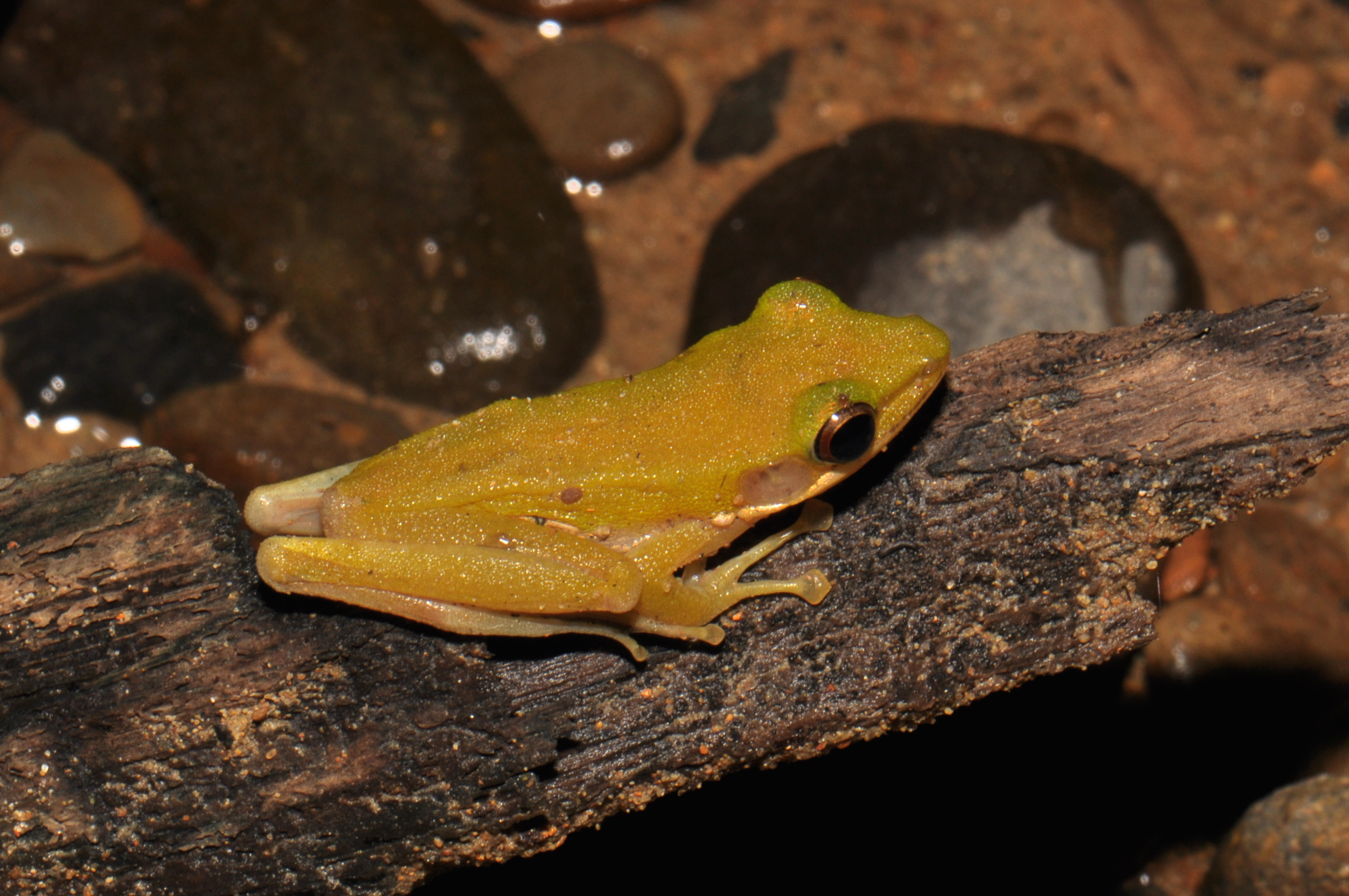
Polypedates leucomystax de couleur dorée, parc national de Khao Sok, Thaïlande

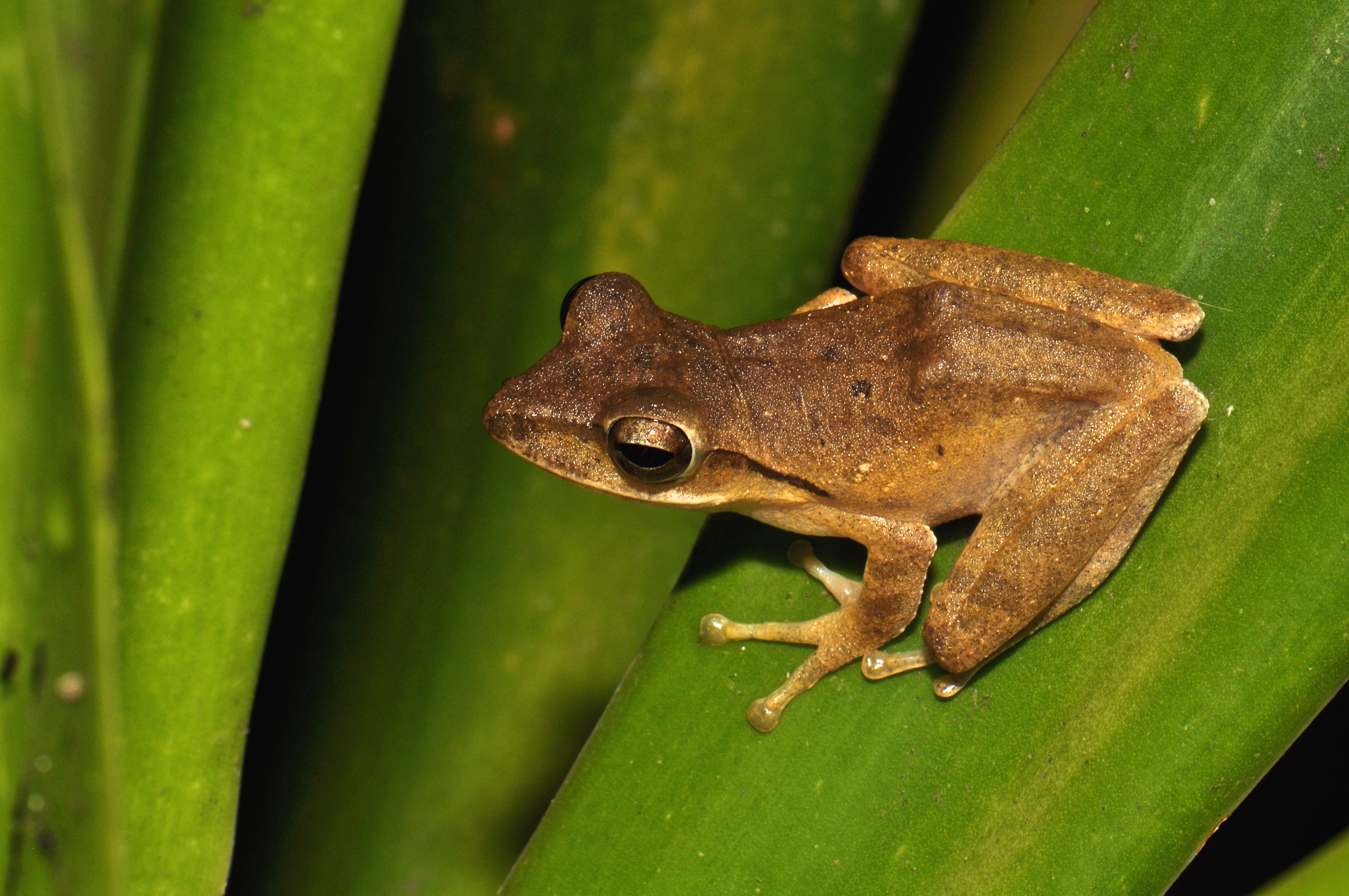
Polypedates leucomystax de couleur brune, parc national de Khao Sok, Thaïlande

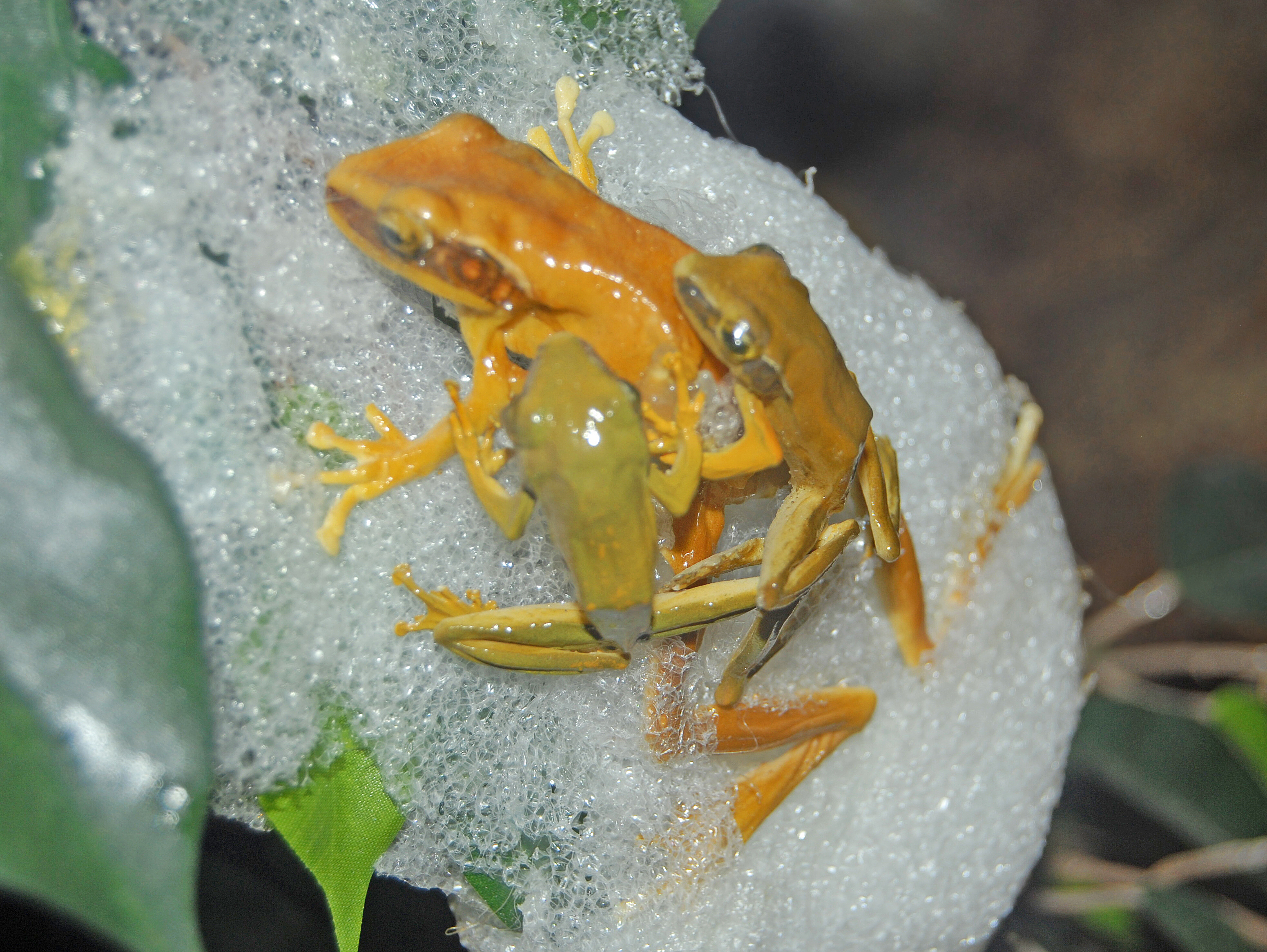

Cette espèce se rencontre, jusqu'à une altitude maximale de 1 500 m, sur un très large territoire couvrant l'Asie du Sud-Est et l'est de l'Asie du Sud :
- en Indonésie à Bali à Java, en Nouvelle-Guinée occidentale, Kalimantan, aux Moluques, dans les petites îles de la Sonde, sur Sulawesi et Sumatra ;
- aux Philippines, en  Malaisie, au Brunei Darussalam et à Singapour ;
- au Viêt Nam, au Laos et au Cambodge ;
- en Thaïlande, en Birmanie et au Bangladesh ;
- au Yunnan dans le sud de la République populaire de Chine ;
- dans l'est de l'Inde et dans l'est du Népal.

Elle a été introduite au Japon.
Sa présence est incertaine au Bhoutan.

## Taxinomie

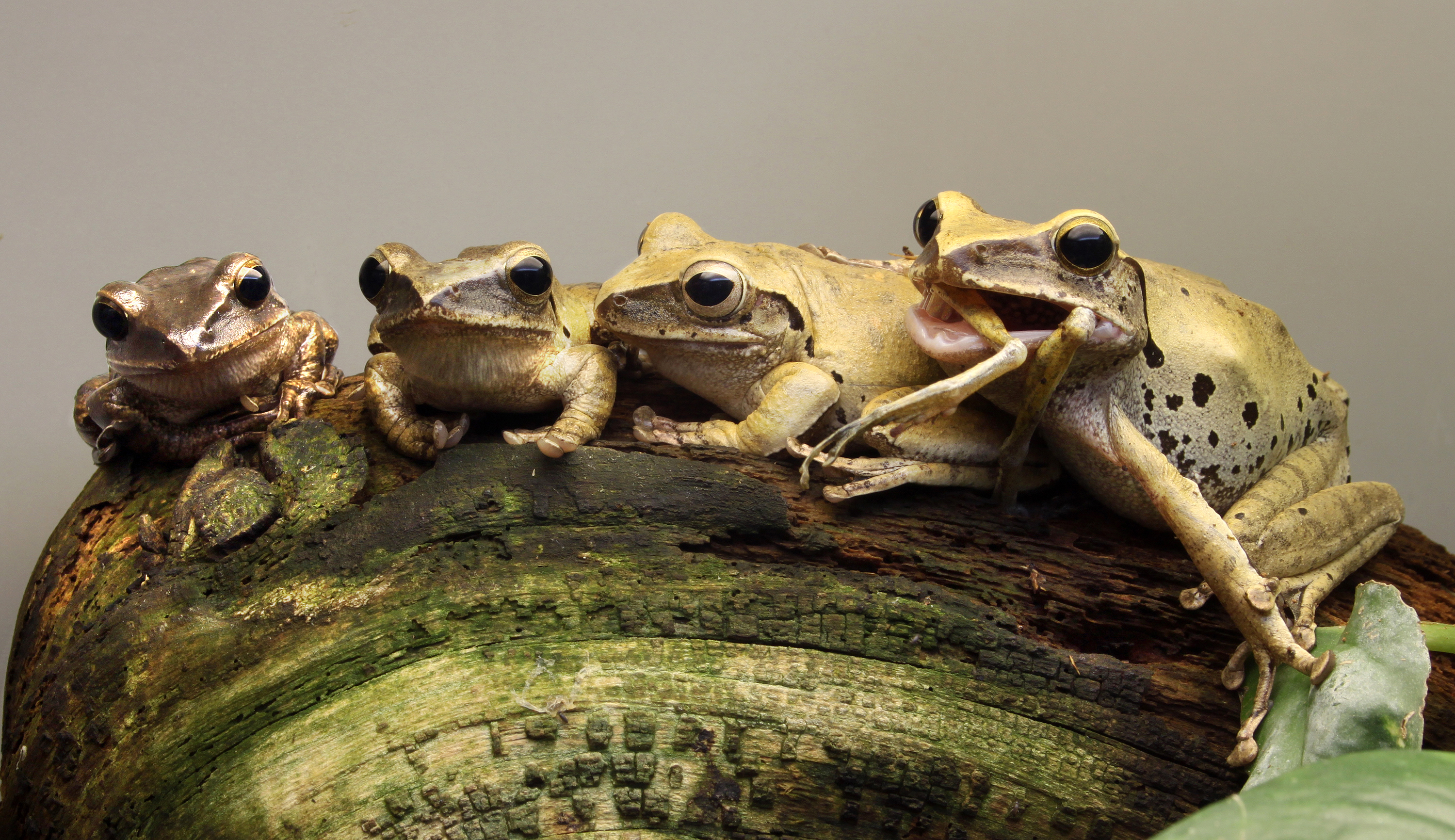
Groupe de Polypedates leucomystax, dont celle de droite cannibale qui mange une de ses congénères

L'UICN considère ce taxon comme étant un complexe d'espèces cryptiques mal connu.

## Synonymes
- Hyla leucomystax Gravenhorst, 1829
- Hyla sexvirgata Gravenhorst, 1829
- Hyla quadrilineata Wiegmann, 1834
- Hyla leucopogon Tschudi, 1838
- Hyla quadrivirgata Tschudi, 1838
- Polypedates rugosus Duméril & Bibron, 1841
- Limnodytes celebensis Fitzinger, 1861 "1860"
- Hylorana longipes Fischer, 1885
- Rhacophorus maculatus himalayensis Annandale, 1912
- Hyla wirzi Roux, 1927
- Rhacophorus kampeni Ahl, 1927

## Publication originale
- Gravenhorst, 1829 : Deliciae Musei Zoologici Vratislaviensis (Reptilia Musei Zoologici Vratislaviensis. Recensita et Descripta). Fasciculus Primus, continens Chelonions et Batrachia: I-XIV. Leopold Voss, Leipzig (texte intégral).